# Луций Яволен Приск
Луций Яволен Приск (лат. Gaius Octavius Tidius Tossianus Lucius Iavolenus Priscus) — военный и политический деятель Римской империи.
Яволен был начальником юридической школы сабинианцев. Сначала он был легатом легиона IV Счастливого Флавиева легиона в Далмации, затем в 83 году легатом III Августова легиона в Нумидии. В 84/86 году Яволен служил председателем суда в Британии. В сентябре/декабре 86 года Яволен был консулом-суффектом с Авлом Буцием Лапием Максимом. Кроме того, он был легатом провинций Верхняя Германия (89/90-91/92 годы), Сирия (98/99-99/100 годы) и проконсулом в Африке.
Яволен являлся членом консилиума при Траяне и Адриане. Он написал много книг, особенно ценными являются 14 томов Libri epistularum с правовым анализом.